# Thâu lĩnh Sơn La
Thâu lĩnh Sơn La (danh pháp hai phần: Alphonsea sonlaensis) là một loài thực vật thuộc chi Thâu lĩnh, họ Na. Loài này sinh sống ở Bắc Bộ Việt Nam.